# Прапор цивільної авіації Австралії

1935–1948

Прапор цивільної авіації Австралії — копія Прапора цивільної авіації Великої Британії. На основі прапора блакитного кольору розташовується синій хрест з білою окантовкою, в лівому верхньому куті розташовується Юніон Джек. На прапорі зображений Південний хрест. Прапор вперше з'явився в 1935. На той момент зірки були жовтого кольору та розташовувалися в точності як на Австралійському прапорі. У 1948 Південний Хрест повернутий на 45° проти годинникової стрілки, а зірки стали білими.
Спочатку прапор використовувався лише в аеропортах. Досі прапор використовується Управлінням Цивільної авіації та Міністерством Транспорту Австралії.